# 열린도서관
열린도서관은 서울특별시 강남구의 공공도서관이다.

## 연혁
- 2008년 1월 2일 개관
- 2019년 7월 2일 일원동 이전 재개관

## 이용 안내
이용 시간
- 월~금 09:00~21:00 / 토~일요일 09:00~17:00

휴관일
- 매주 월요일
- 법정공휴일